# Мартино (Макушинський округ)
Ма́ртино (рос. Мартино) — село у складі Макушинського округу Курганської області, Росія. 
Населення — 313 осіб (2010, 440 у 2002).
Національний склад станом на 2002 рік:
- росіяни — 98 %